# Пръстенчата трионогърба костенурка
Graptemys oculifera е вид влечуго от семейство Блатни костенурки (Emydidae). Видът е световно застрашен, със статут Уязвим.

## Разпространение
Разпространен е в САЩ (Луизиана и Мисисипи).